# Motyxia
Motyxia (лат.) — род ядовитых двупарноногих многоножек семейства Xystodesmidae из отряда многосвязов (Polydesmida). Все девять видов рода — эндемики штата Калифорния (США). Длина тела — от 3 до 4 см, ширина — от 4,5 до 8 мм. Глаза отсутствуют. Основная окраска — от коричневой до оранжево-розовой.
Все виды Motyxia ведут ночной образ жизни, питаются разлагающейся растительностью; днём зарываются под землю. Являются биолюминесцентными организмами, способными, как жуки-светляки, своим экзоскелетом излучать свет собственного производства с пиковой длиной волны 495 нм (свет усиливается, когда многоножку берут в руки). Содержат в своём организме цианиды.

## Описание
Взрослые особи Motyxia достигают от 3 до 4 см в длину, от 4,5 до 8 мм в ширину, их тело состоит из 20 сегментов (не считая головы). Самки немного крупнее самцов. Как и у других многосвязов, у них отсутствуют глаза и имеются выступающие параноты (боковые выступы сегментов). Обычный цвет тела — от коричневого до оранжево-розового (кроме M. pior) с тёмной линией посередине спины. М. pior наиболее изменчив по цвету и варьируется от тёмно-серого до зеленовато-жёлтого и ярко-оранжевого. У Motyxia отсутствуют бугорки на метатергитах (дорсальные пластинки с паранотами), что придаёт гладкий вид.
Передние 2—3 сегмента ориентированы цефалически (по направлению к голове); этот признак наиболее отчётлив у M. sequoiae и почти отсутствует у Motyxia porrecta.
Motyxia флуоресцируют в темноте (многоножки из трибы Xystocheirini демонстрируют одну из самых ярких флуоресценций среди видов Xystodesmidae в США). Наиболее уникальной способностью представителей рода является их способность к биолюминесценции: они излучают свет собственного производства.

## Биолюминесценция

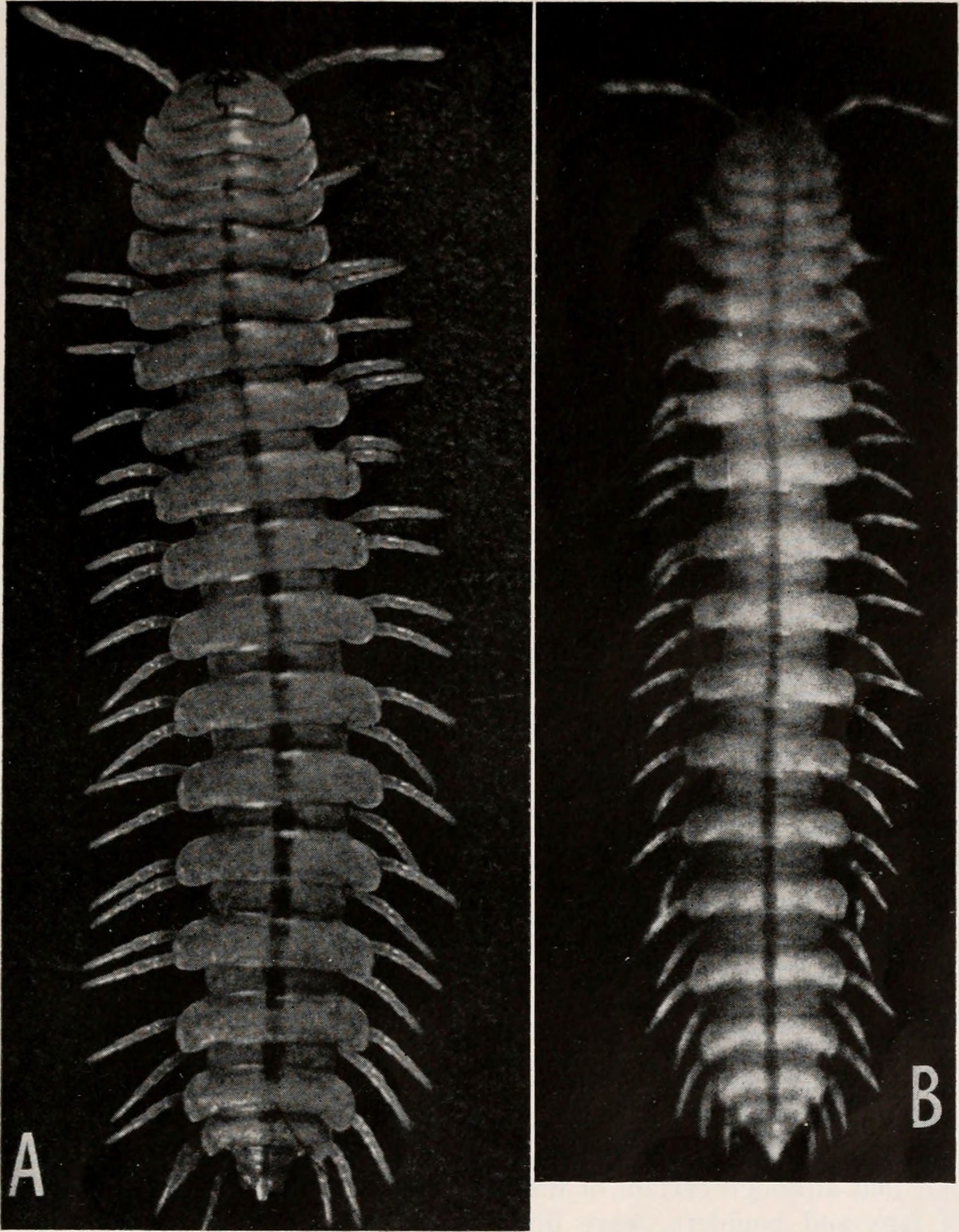
M. sequoiae при свете (A) и в темноте (B)

Представители рода Motyxia являются одними из немногих биолюминесцентных видов всего класса многоножек, который насчитывает около 12 000 видов. Motyxia sequoiae светится ярче всего, а Motyxia pior тусклее. Свет непрерывно излучается экзоскелетом многоножки с пиковой длиной волны 495 нм (свет усиливается, когда многоножку берут в руки). Излучение света равномерно по всему экзоскелету, и все придатки (ноги, усики) и сегменты тела излучают свет. Внутренние органы и внутренности не излучают свет. Люминесценция возникает в результате биохимического процесса в экзоскелете многоножки. Свет исходит из фотопротеина, который отличается от фотогенной молекулы люциферазы у жуков-светляков. Однако структура люминесцентного фотопротеина остается неизвестной, как и его гомология молекулам близкородственных членистоногих. Фотопротеин Motyxia содержит порфирин и имеет массу около 104 кДа.
Учёные, изучавшие Motyxia, расходились во мнениях относительно функции их биолюминесценции, учитывая, что они слепы. Были предложены различные гипотезы: ночной предостерегающий сигнал, отсутствие функции, а также непреднамеренное привлечение хищников. В Калифорнии, в месте, где обитают Motyxia, были проведены полевые исследования по проверке гипотезы о том, что люминесценция действует как предупреждающий сигнал. Результаты этих исследований показали, что люминесценция сильно отпугивала ночных хищников-млекопитающих: если живых Motyxia покрывали специальной краской, скрывавшей их свечение, они подвергались более частым атакам; в эксперименте с глиняными моделями те модели, на которых была люминесцентная краска, имели меньше атак, чем неокрашенные модели.
Обнаружение в лабораторных экспериментах свечения у Xystocheir bistipita стало аргументом для реклассификации вида, в результате его включили в род Motyxia и он получил новое название Motyxia bistipita. M. bistipita обитает на низких высотах гор Сьерра-Невада в Калифорнии, в более жарком и сухом климате, чем другие Motyxia. Считается, что свечение является реакцией на тепло; биолюминесцентные белки помогают нейтрализовать побочные продукты организма, вызванные теплом. Позже биолюминесценция превратилась в предупреждающий сигнал хищникам о том, что многоножки имеют ядовитые вещества — цианиды. Исследователи также обнаружили, что многоножки с самым ярким свечением содержат наибольшее количество цианидов.

## Экология и поведение

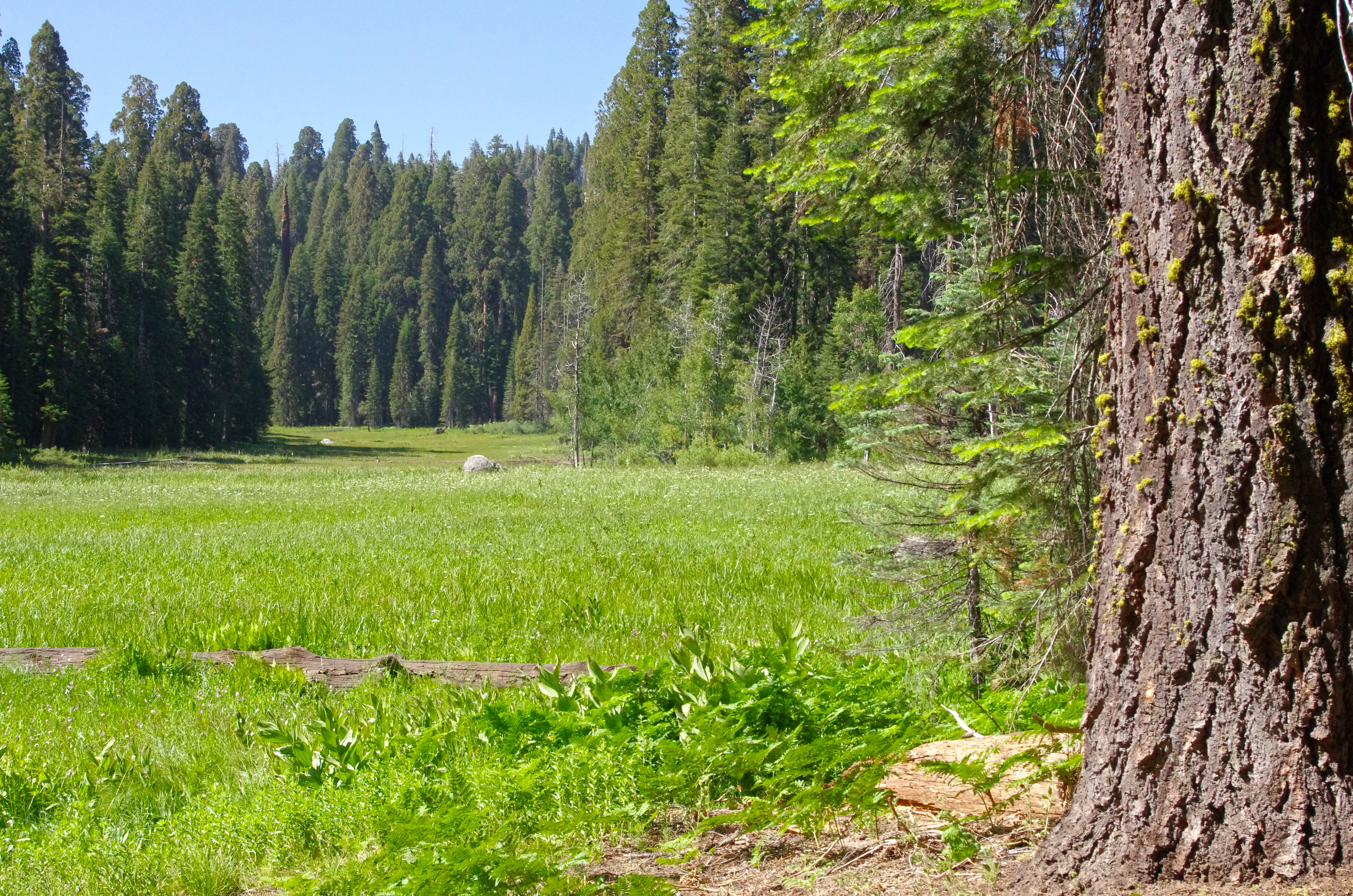
Характерный биотоп: открытый луг в окружении хвойных деревьев в национальном парке Секвойя

Motyxia встречается на лугах, а также под кронами широколиственных лесов — в том числе в лесах из дуба (Quercus sp.) и секвойядендрона гигантского (Sequoiadendron giganteum). Присутствие многоножек Xystodesmidae на лугах нетипично для семейства.
Все виды Motyxia ведут исключительно ночной образ жизни. В течение дня особи зарываются под землю. Ночью они появляются (по неизвестному механизму, не связанному со светом, поскольку они слепы) и питаются разлагающимися растительными остатками. Особи вида M. sequoiae забираются на стволы деревьев, возможно, поедая водоросли и лишайники, растущие на поверхности коры.
К естественным хищникам Motyxia относятся грызуны, многоножки-геофилиды и личинки жуков из семейства Phengodidae.

## Жизненный цикл
Жизненный цикл был подробно изучен в начале 1950-х годов на примере вида M. sequoiae.
Яйца круглые, около 0,7 мм в диаметре, откладываются группами по 70—160 яиц. Примерно через две недели личинки вылупляются с семью сегментами тела и тремя парами ног и имеют длину около 1,7 мм. Молодые особи проявляют биолюминесценцию уже при вылуплении. Дополнительные ноги и сегменты тела развиваются с каждой линькой, во время которой животные строят из почвы защитный сферический кокон или камеру для линьки. Личинки проходят семь стадий развития, прежде чем достигнут зрелости. До 4-го возраста самцы и самки имеют одинаковое количество ходильных ног; в 4-м возрасте у самцов начинает развиваться единственная пара репродуктивных структур (гоноподы), в связи с чем у самцов по сравнению с самками становится на одну пару ходильных ног меньше.

## Распространение

Распространение видов Motyxia, по Shelley, 1997

Все виды Motyxia - эндемики Соединённых Штатов Америки. Встречаются только в трёх округах Калифорнии: Лос-Анджелес, Керн и Туларе; крайние точки ареала находятся друг от друга на расстоянии примерно 280 км. Ареал рода охватывает горы Санта-Моника, горы Техачапи и южную часть гор Сьерра-Невады. Самый северный вид — M. pior, который обнаружен далеко на севере в районе карстовой пещеры Кристал Кэйв (Crystal Cave) в национальном парке «Секвойя». Самый южный вид — M. monica, который имеет дизъюнктивное распространение: популяция в южной части округа Керн и изолированная популяция в горах Санта-Моника недалеко от города Лос-Анджелес. Ареалы восьми видов в значительной степени не пересекаются, и только M. tularea пересекается с M. kerna и M. sequoiae.

## Систематика и эволюция

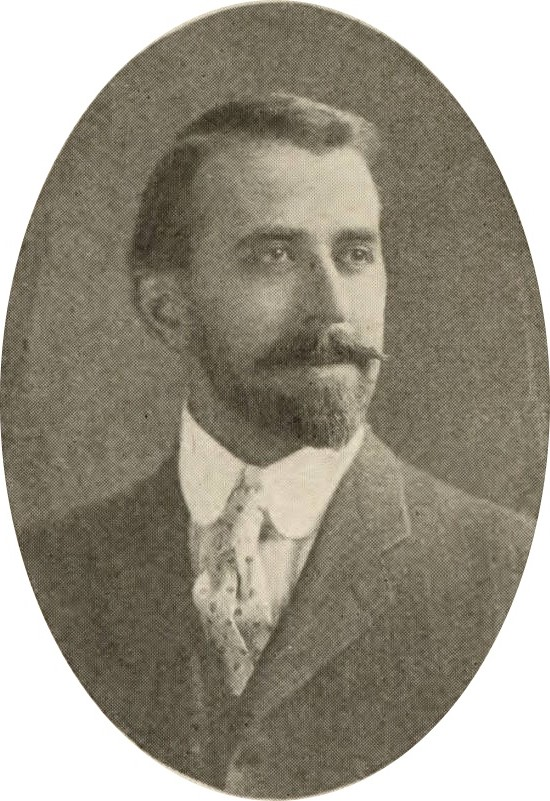
Р. Чемберлин, выделивший род Motyxia

Известно 9 видов. Род был впервые выделен в 1941 году американским биологом Ральфом Чемберлином (1879—1967).
Считается, что видообразование Motyxia было обусловлено геологическими событиями и засушливым климатом после последнего плейстоценового оледенения, в то время как механизмы репродуктивной изоляции связаны с наибольшей полноводностью рек именно в те периоды, когда взрослые особи наиболее активны, а также с заметными различиями в количестве осадков и подходящей среде обитания в гористой местности.
Род Motyxia является членом семейства Xystodesmidae, группы средних и крупных, красочных многоножек, при этом вид M. monica — самый южный среди всех представителей Xystodesmidae в западной части Северной Америки. Внутри Xystodesmidae Motyxia относится к трибе Xystocheirini вместе с родами Anombrocheir, Parcipromus, Wamokia и Xystocheir; ареалы всех этих родов ограничены штатом Калифорния.

### Классификация
| Вид          | Автор                      | Ареал                                                 | Примечание |
| ------------ | -------------------------- | ----------------------------------------------------- | --- |
| M. bistipita | (Shelley, 1996)            | Низкие высоты гор Сьерра-Невада в Калифорнии          | Первоначально описан как Xystocheir bistipita                                                                                                  |
| M. kerna     | Chamberlin, 1941           | Округ Керн                                            | Типовой вид рода |
| M. monica    | Chamberlin, 1944           | Округ Керн и отдельные популяции в горах Санта-Моника | |
| M. pior      | Chamberlin 1941            | Округ Туларе, национальный парк «Секвойя»             | |
| M. porrecta  | Causey & Tiemann, 1969     | Округ Керн (Kern River Valley)                        | |
| M. sequoia   | (Chamberlin, 1941)         | Округ Туларе                                          | Первоначально описан как Xystocheir sequoia. Иногда подвид M. s. alia рассматривается отдельным видом Motyxia alia Causey & Tiemann, 1969.     |
| M. sequoiae  | (Loomis & Davenport, 1951) | Округ Туларе                                          | Первоначально описан как Luminodesmus sequoiae.                                                                                                |
| M. tiemanni  | Causey, 1960               | Север округа Керн                                     | |
| M. tularea   | (Chamberlin, 1949)         | Центр округа Туларе и округ Керн                      | Первоначально описан как Xystocheir tularea. Иногда подвид M. t. ollae рассматривается как отдельный вид Motyxia ollae Causey & Tiemann, 1969. |

### Комментарии
1. 1 2  Почти идентичное написание таксонов M. sequoia и M. sequoiae связано с тем, что оба вида первоначально были названы и описаны в рамках разных родов. В соответствии с Международным кодексом зоологической номенклатуры эти названия не могут быть заменены[2]